# Erigonoplus nigrocaeruleus
Erigonoplus nigrocaeruleus är en spindelart som först beskrevs av Simon 1881.  Erigonoplus nigrocaeruleus ingår i släktet Erigonoplus och familjen täckvävarspindlar. Inga underarter finns listade i Catalogue of Life.